# Амцелль
Амцелль (нім. Amtzell) — громада в Німеччині, знаходиться в землі Баден-Вюртемберг. Підпорядковується адміністративному округу Тюбінген. Входить до складу району Равенсбург.
Площа — 30,56 км2. Населення становить 4263 ос. (станом на 31 грудня 2020).